# Kloster Eppinghoven
Das Kloster Eppinghoven ist eine ehemalige Zisterzienserinnen-Abtei und ein ehemaliges Kanonissenstift, das sich südlich von Neuss-Holzheim unmittelbar an der Erft befindet.

## Geschichte
Das Kloster wurde als Kloster Mariensaal gemeinsam mit dem Kloster Saarn um 1214 zunächst in Karlesforst (Kaarst) gegründet, im selben Jahr dem Zisterzienserorden einverleibt und der Autorität des Abtes von Kamp unterstellt. Kaarst und Saarn standen in den ersten beiden Jahrzehnten ihrer Existenz unter der gemeinsamen Leitung der Äbtissin Wolberna. Schon nach 1231 kam es aufgrund einer Schenkung des Neusser Ehepaares Sibert und Gisela zu einer Verlegung des Konvents nach Eppinghoven, wo ein Hof für die Neugründung aus dem Besitz des Stiftes Gerresheim eingetauscht wurde.
1236 sicherte Kaiser Friedrich II. dem Kloster seinen Schutz zu, 1237 erfolgte die päpstliche Bestätigung seines Besitzes durch Gregor IX.  Im Jahr 1260 bestätigt der Kölner Erzbischof Konrad von Hochstaden ein von seinem Bruder Lothar dem Kloster Eppinchoven verliehenes Privilegium, wonach alle Güter, welche dieses Stift innerhalb seiner Grafschaft erwürbe, von der Lehnsverbindlichkeit gegen ihn frei sein sollten.
Im Burgundischen Krieg wurde das Kloster 1475 dermaßen in Mitleidenschaft gezogen, dass die Äbtissin und der Konvent im benachbarten befestigten Kloster Gnadental Zuflucht suchen mussten. 1650 erfolgte die Umwandlung der Nonnenabtei in ein adliges Damenstift.
Im September 1794 flüchteten die Stiftsdamen mit ihren Wertsachen vor den Franzosen in das Düsseldorfer Kapuzinerkloster, welches anschließend beim Rheinübergang der französischen Truppen am 6. September 1795 geplündert wurde. Im Stift Eppinghoven war während dieser Zeit ein Lazarett für 700 Mann eingerichtet. 1795 konnten die Stiftsdamen unter erheblichen französischen Kontributionsforderungen in die Stiftsgebäude zurückkehren, sahen sich in den folgenden Jahren jedoch massiv steigender Abgabenlast gegenüber, die sie schließlich nicht mehr bewältigen konnten. 1802 wurde das Stift aufgehoben, Gutsbesitzer Kamper erwarb den Komplex; die Stiftskirche wurde durch den neuen Besitzer sofort abgebrochen. Mitte des 19. Jahrhunderts kaufte der belgische König Leopold den Besitz. 1905 wurde Eppinghoven von Walter Christian Heye, dem Inhaber der Gerresheimer Glashütte erworben.
Im Neusser Clemens-Sels-Museum befinden sich zwei Seitenflügel des alten Altars der ehemaligen Klosterkirche, der um 1490 entstanden ist. Die Altartafeln stammen aus der Werkstatt des Kölner Meisters von St. Severin. Nach der Aufhebung des Klosters 1802 kamen Teile der Ausstattung, wie der Altar mit Wappen der Äbtissin, Marienthron, Kanzel und Bänke, 1805 in die neu errichtete Kirche St. Jakobus in Lüttelforst, heute ein Stadtteil von Schwalmtal. Die Orgel der Klosterkirche wurde vermutlich ebenfalls dahin verkauft.

## Bauten
Das Abteigebäude, das den Ostflügel der ehemaligen Klosteranlage bildet, wurde 1695 unter Äbtissin Agnes Dorothea Elisabeth von Landsberg erneuert. Es handelt sich um ein 2-geschossiges, 15-achsiges Backsteingebäude mit Walmdach, kolossaler ionischer Pilasterordnung, Basen und Kapitellen in Haustein, Rechteckfenstern in Hausteinrahmung. Ost- und Südseite haben ein Dachhaus mit Voluten und Dreiecksgiebel, ein rundbogiges Portal zur Gartenseite, Halbsäulenvorlagen und sind mit einem Relief mit dem Familienwappen der Äbtissin Elisabeth von Landsberg geschmückt. Hofseitig im Erdgeschoss finden sich später vermauerte Spitzbogenöffnungen. Das Innere wurde 1979/80 völlig umgebaut, die Treppe entfernt. Erhalten sind: historisches Mauerwerk, zwei barocke, tonnengewölbte Keller, Reste eines Türgewändes und einer Kölner Decke im Obergeschoss, Übergang zum Südflügel mit Kreuzgrat- (13. Jh.) und Kreuzrippengewölbe (15. Jh.), überwiegend originaler Dachstuhl aus Eiche.
Der Nordflügel der ehemaligen Klosteranlage zeigt sich heute als geschlämmte Backsteinscheune mit zwei Toren und zwei spitzbogigen Öffnungen. An der rechten Spitzbogenöffnung finden sich Ansätze von m.a. Maßwerk, an der nördlichen Längsseite der Scheune Reste einer Tuffsteinquaderwand des 13. Jh. vermutlich der Klosterkirche. Der nördlicher Anbau stammt aus den 1930er Jahren.
Beim Südflügel der ehemaligen Klosteranlage aus dem Jahr 1768 handelt es sich um ein 2-geschossiges, geschlämmtes Backsteingebäude. Hofseitig zeigt es rundbogige Obergeschoss-Fenster mit gefastem Wust. Ein Obergeschoss-Raum, der an die entsprechenden Räume des Abteigebäudes anschließt, ist kreuzgratgewölbt mit gebusten Kappen. Der Dachstuhl stammt überwiegend aus dem 18. Jh., Südseite 20. Jh.; über der Durchfahrt ein Inschriftstein mit Datierung und zwei steinerne Löwenreliefs des 14./15. Jh.
Die Klosterkirche war 1803 abgebrochen worden. 2009 wurden allerdings bei Sanierungsarbeiten am Südflügel hinter der südlichen Fassade wesentliche Bauteile der Klosterkirche entdeckt. Die Kirche, die nach 1331 als einschiffiger Saalbau mit einer Länge von über 30 m und 8,20 Breite in Tuffstein und Trachyt errichtet worden war, grenzte direkt an den Südflügel an. Das Langhaus gliederte sich in drei rechteckige Gewölbejoche, während der Ostteil aus zwei größeren, annähernd quadratischen Jochen bestand. Das erste, eingeschossige Westjoch bildete den öffentlichen Eingang in die Laienkirche. Der Westteil war als zweischiffige Gewölbehalle mit einer hölzernen Nonnenempore ausgebildet und erstreckte sich bis zum erhöhten Ostteil. Zwei Türöffnungen ermöglichten den Nonnen den Zugang aus dem Obergeschoss des Südflügels. Der Ostteil diente im fünften Joch als Grablege. Daran schloss sich der jetzt nicht mehr rekonstruierbare östliche Abschluss an.
Der Westflügel stammt aus den 1930er Jahren.
Das barocke Taubenhaus von 1710 aus Backstein hat einen polygonalen Grundriss und eine geschweifte Haube. Das Erdgeschoss mit rundbogiger Durchfahrt, aufgehendes Mauerwerk mit zahlreichen kleinen Öffnungen.
Das Torhaus wurde 1710 unter Äbtissin Anna Margaretha von Randerath in Backstein mit Walmdach erbaut. Über der rundbogigen Durchfahrt befindet sich ein Wohnraum, die Fenster mit Steingewände. Das Sandsteinportal wird gerahmt von Pilastern mit Volutenkapitellen, hat schlichte Basen, einen rundbogigen Giebel mit Akantusrelief, dem Wappen der Äbtissin Margaretha von Randerath, Chronogramm, zwei Engeln und einer Madonnenfigur über dem Giebel.
Die Wirtschaftsgebäude links und rechts an das Torhaus anschließend wurden 1768 unter Äbtissin Lucretia Bernardina von Gaugreben erbaut. Beide Gebäude sind noch im Umriss des 18. Jh., das rechte jedoch stark verändert.
Das Mühlengebäude aus dem Jahr 1765 und später ist eine 2-geschossige, 4-flügelige, geschlämmte Backsteinanlage mit Walmdach, segmentbogigen Fenstern mit Klobensteinen, kolossaler Pilasterordnung, profiliertem Geschossgesims, übergiebelten Mittelteil, Steintafel mit Voluten und Chronogramm. Links der Tortrakt, in jüngerer Zeit zu Wohnungen umgestaltet, rechts das ehemalige Mühlengebäude. Tragende Gebinde des Dachstuhls stammen aus dem 18. Jh. Im Mühlentrakt wurden um 1906 drei Holzböden eingezogen, aus dieser Zeit stammen die Francis-Turbine (Schuch/Rheydt) mit Königswellenantrieb und Riemenübertragung auf den Generator, zwei Holzsilos, ein späteres Backsteinsilo. Der rückwärtige kleine Innenhof wird von Nebengebäuden umgeben (Torhaus, Ställe, Lagerung); in Umriss und Substanz überwiegend 18. Jh. Das südliche Gebäude zeigt zwei doppelflügelige barocke Türen zum Hof.

## Bildergalerie

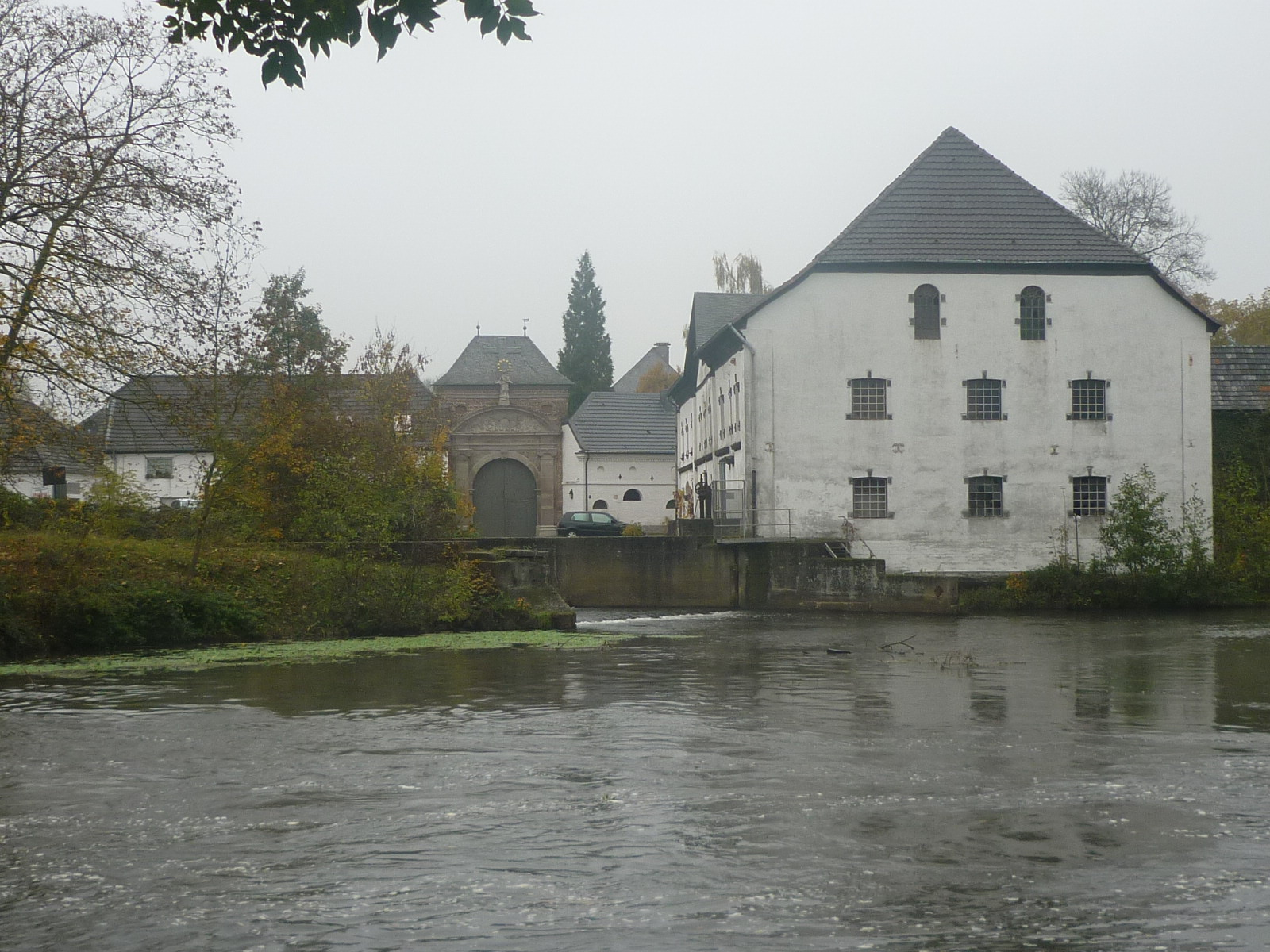
Im Vordergrund die Erft mit der zum Kloster gehörigen Eppinghovener Mühle
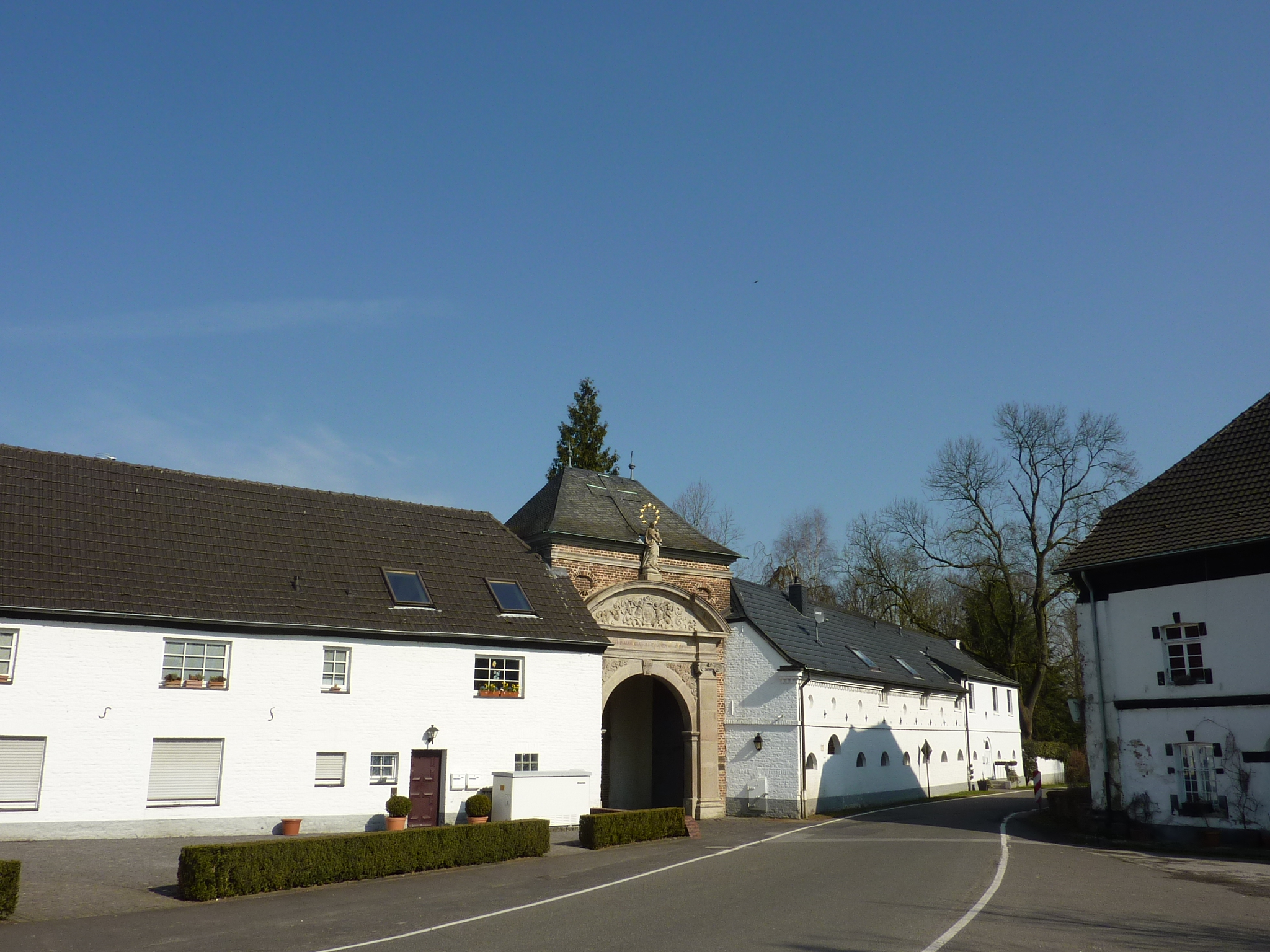
Links das Kloster, rechts die Mühle
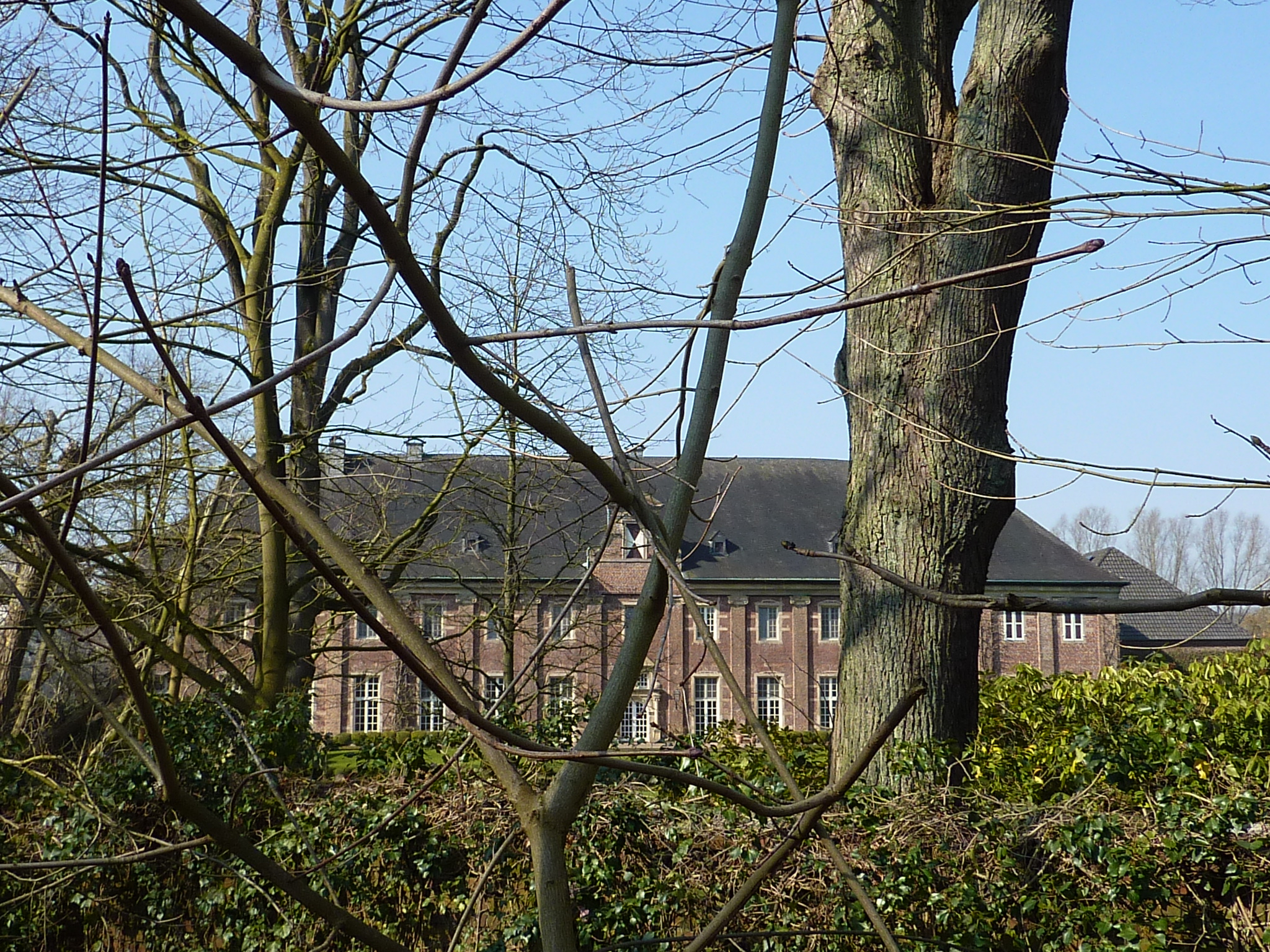
Klostergebäude
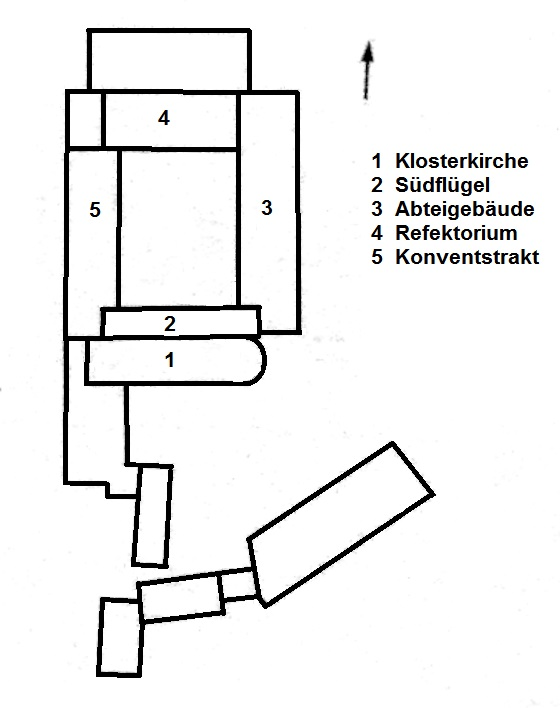
Plan des Klosters